# Spilsby
Spilsby este un oraș în comitatul Lincolnshire, regiunea East Midlands, Anglia. Orașul se află în districtul East Lindsey.